# Chaetodipus penicillatus
Chaetodipus penicillatus är en däggdjursart som först beskrevs av Samuel Washington Woodhouse 1852.  Chaetodipus penicillatus ingår i släktet Chaetodipus och familjen påsmöss. IUCN kategoriserar arten globalt som livskraftig. Inga underarter finns listade i Catalogue of Life. Wilson & Reeder (2005) skiljer mellan 6 underarter.

## Utseende
Arten blir med svans 157 till 199 mm lång och vikten varierar mellan 11 och 22 g. Själva svansen är i genomsnitt 109 mm lång. Den grova pälsen har på ovansidan en gråbrun till gulgrå färg och glest fördelade svarta hår ger ett spräckligt utseende. Undersidan är täckt av vit päls och även svansens undersida är vit. I varje käkhalva förekommer en framtand, ingen hörntand, en premolar och tre molarer.

## Utbredning
Denna gnagare förekommer i sydvästra USA och i nordvästra Mexiko. Habitatet utgörs av landskap med sandig jord och med mer eller mindre glest fördelade buskar eller träd.

## Ekologi
Individerna gräver underjordiska bon, vanligen i mjuk mark men ibland i påfallande hård jord. De lever ensamma och är aggressiva mot varande när honan inte är brunstig. Chaetodipus penicillatus håller ingen vinterdvala men i norra delen av utbredningsområdet stannar den under kalla tider i boet och är slö.
Födan består främst av frön från gräs, örter och buskar som kompletteras med gröna växtdelar och insekter. För att nå födan klättrar arten ibland i buskar. Den transporterar födan med hjälp av kindpåsarna. Förråd med frön lagras i boet och i olika gömmor.
Fortplantningen sker mellan tidiga våren och sensommaren. Under tiden har honor en eller flera kullar med upp till sju ungar per kull. Några honor har fortfarande ungdjurspälsen när de blir dräktiga för första gången. Livslängden är sällan mer än ett år.